# پاترنوپولی
پاترنوپولی (به ایتالیایی: Paternopoli) یک کومونه در ایتالیا است که در استان آولینو واقع شده‌است.

## خصوصیات
پاترنوپولی ۱۸ کیلومترمربع مساحت و ۲٬۶۰۳ نفر جمعیت دارد و ۴۸۰ متر بالاتر از سطح دریا واقع شده‌است.